# Lista siturilor arheologice din județul Harghita
Lista siturilor arheologice din județul Harghita conține toate siturile arheologice din județul Harghita înscrise în Repertoriul Arheologic Național (RAN). RAN este administrat de Ministerul Culturii și Patrimoniului Național și cuprinde date științifice, cartografice, topografice, imagini și planuri, precum și orice alte informații privitoare la zonele cu potențial arheologic, studiate sau nu, încă existente sau dispărute.
Datorită numărului mare de situri, această listă a fost împărțită după localitatea în care se află situl. Dacă știți localitatea (satul sau orașul) în care se află situl, alegeți localitatea din lista din această pagină. Dacă nu știți localitatea, puteți căuta un sit din județ folosind formularul de mai jos.
| A ↑ A B C D E F G H I Î J K L M N O P Q R S Ș T Ț U V W X Y Z ↓ | A ↑ A B C D E F G H I Î J K L M N O P Q R S Ș T Ț U V W X Y Z ↓ | A ↑ A B C D E F G H I Î J K L M N O P Q R S Ș T Ț U V W X Y Z ↓ | A ↑ A B C D E F G H I Î J K L M N O P Q R S Ș T Ț U V W X Y Z ↓ | A ↑ A B C D E F G H I Î J K L M N O P Q R S Ș T Ț U V W X Y Z ↓ | A ↑ A B C D E F G H I Î J K L M N O P Q R S Ș T Ț U V W X Y Z ↓ | A ↑ A B C D E F G H I Î J K L M N O P Q R S Ș T Ț U V W X Y Z ↓ | A ↑ A B C D E F G H I Î J K L M N O P Q R S Ș T Ț U V W X Y Z ↓ | A ↑ A B C D E F G H I Î J K L M N O P Q R S Ș T Ț U V W X Y Z ↓ | A ↑ A B C D E F G H I Î J K L M N O P Q R S Ș T Ț U V W X Y Z ↓ |
| --------------------------------------------------------------- | --------------------------------------------------------------- | --------------------------------------------------------------- | --------------------------------------------------------------- | --------------------------------------------------------------- | --------------------------------------------------------------- | --------------------------------------------------------------- | --------------------------------------------------------------- | --------------------------------------------------------------- | --------------------------------------------------------------- |
| Aldea                                                           | Aluniș                                                          | Andreeni                                                        | Armășeni                                                        | Atia                                                            |                                                                 |                                                                 |                                                                 |                                                                 |                                                                 |
| Atid                                                            | Avrămești                                                       |                                                                 |                                                                 |                                                                 |                                                                 |                                                                 |                                                                 |                                                                 |                                                                 |
| B ↑ A B C D E F G H I Î J K L M N O P Q R S Ș T Ț U V W X Y Z ↓ |                                                                 |                                                                 |                                                                 |                                                                 |                                                                 |                                                                 |                                                                 |                                                                 |                                                                 |
| Bancu                                                           | Bădeni                                                          | Băile Homorod                                                   | Băile Tușnad                                                    | Betești                                                         |                                                                 |                                                                 |                                                                 |                                                                 |                                                                 |
| Betind                                                          | Bisericani                                                      | Bodogaia                                                        | Borsec                                                          | Brădești                                                        |                                                                 |                                                                 |                                                                 |                                                                 |                                                                 |
| C ↑ A B C D E F G H I Î J K L M N O P Q R S Ș T Ț U V W X Y Z ↓ |                                                                 |                                                                 |                                                                 |                                                                 |                                                                 |                                                                 |                                                                 |                                                                 |                                                                 |
| Cașinu Nou                                                      | Cădaciu Mare                                                    | Cădaciu Mic                                                     | Călugăreni                                                      | Căpâlnița                                                       |                                                                 |                                                                 |                                                                 |                                                                 |                                                                 |
| Cârța                                                           | Cechești                                                        | Cehetel                                                         | Cetățuia                                                        | Chedia Mare                                                     |                                                                 |                                                                 |                                                                 |                                                                 |                                                                 |
| Chedia Mică                                                     | Chinușu                                                         | Ciceu                                                           | Cireșeni                                                        | Ciucani                                                         |                                                                 |                                                                 |                                                                 |                                                                 |                                                                 |
| Ciucsângeorgiu                                                  | Ciumani                                                         | Cobătești                                                       | Comiat                                                          | Corund                                                          |                                                                 |                                                                 |                                                                 |                                                                 |                                                                 |
| Cotormani                                                       | Cozmeni                                                         | Crăciunel                                                       | Cristuru Secuiesc                                               | Crișeni                                                         |                                                                 |                                                                 |                                                                 |                                                                 |                                                                 |
| Cușmed                                                          |                                                                 |                                                                 |                                                                 |                                                                 |                                                                 |                                                                 |                                                                 |                                                                 |                                                                 |
| D ↑ A B C D E F G H I Î J K L M N O P Q R S Ș T Ț U V W X Y Z ↓ |                                                                 |                                                                 |                                                                 |                                                                 |                                                                 |                                                                 |                                                                 |                                                                 |                                                                 |
| Dănești                                                         | Dârjiu                                                          | Dealu                                                           | Dejuțiu                                                         | Delnița                                                         |                                                                 |                                                                 |                                                                 |                                                                 |                                                                 |
| Ditrău                                                          |                                                                 |                                                                 |                                                                 |                                                                 |                                                                 |                                                                 |                                                                 |                                                                 |                                                                 |
| E ↑ A B C D E F G H I Î J K L M N O P Q R S Ș T Ț U V W X Y Z ↓ |                                                                 |                                                                 |                                                                 |                                                                 |                                                                 |                                                                 |                                                                 |                                                                 |                                                                 |
| Eliseni                                                         |                                                                 |                                                                 |                                                                 |                                                                 |                                                                 |                                                                 |                                                                 |                                                                 |                                                                 |
| F ↑ A B C D E F G H I Î J K L M N O P Q R S Ș T Ț U V W X Y Z ↓ |                                                                 |                                                                 |                                                                 |                                                                 |                                                                 |                                                                 |                                                                 |                                                                 |                                                                 |
| Felicieni                                                       | Filiaș                                                          | Firtănuș                                                        | Firtușu                                                         | Fitod                                                           |                                                                 |                                                                 |                                                                 |                                                                 |                                                                 |
| Forțeni                                                         | Frumoasa                                                        |                                                                 |                                                                 |                                                                 |                                                                 |                                                                 |                                                                 |                                                                 |                                                                 |
| G ↑ A B C D E F G H I Î J K L M N O P Q R S Ș T Ț U V W X Y Z ↓ |                                                                 |                                                                 |                                                                 |                                                                 |                                                                 |                                                                 |                                                                 |                                                                 |                                                                 |
| Gheorgheni                                                      | Ghipeș                                                          | Goagiu                                                          |                                                                 |                                                                 |                                                                 |                                                                 |                                                                 |                                                                 |                                                                 |
| I ↑ A B C D E F G H I Î J K L M N O P Q R S Ș T Ț U V W X Y Z ↓ |                                                                 |                                                                 |                                                                 |                                                                 |                                                                 |                                                                 |                                                                 |                                                                 |                                                                 |
| Iacobeni                                                        | Imper                                                           | Ineu                                                            | Inlăceni                                                        |                                                                 |                                                                 |                                                                 |                                                                 |                                                                 |                                                                 |
| J ↑ A B C D E F G H I Î J K L M N O P Q R S Ș T Ț U V W X Y Z ↓ |                                                                 |                                                                 |                                                                 |                                                                 |                                                                 |                                                                 |                                                                 |                                                                 |                                                                 |
| Jigodin-Băi                                                     | Joseni                                                          |                                                                 |                                                                 |                                                                 |                                                                 |                                                                 |                                                                 |                                                                 |                                                                 |
| L ↑ A B C D E F G H I Î J K L M N O P Q R S Ș T Ț U V W X Y Z ↓ |                                                                 |                                                                 |                                                                 |                                                                 |                                                                 |                                                                 |                                                                 |                                                                 |                                                                 |
| Lăzarea                                                         | Lăzărești                                                       | Leliceni                                                        | Lueta                                                           | Lupeni                                                          |                                                                 |                                                                 |                                                                 |                                                                 |                                                                 |
| Lutița                                                          |                                                                 |                                                                 |                                                                 |                                                                 |                                                                 |                                                                 |                                                                 |                                                                 |                                                                 |
| M ↑ A B C D E F G H I Î J K L M N O P Q R S Ș T Ț U V W X Y Z ↓ |                                                                 |                                                                 |                                                                 |                                                                 |                                                                 |                                                                 |                                                                 |                                                                 |                                                                 |
| Mădăraș                                                         | Mărtiniș                                                        | Medișoru Mare                                                   | Medișoru Mic                                                    | Merești                                                         |                                                                 |                                                                 |                                                                 |                                                                 |                                                                 |
| Miercurea Ciuc                                                  | Mihăileni                                                       | Misentea                                                        | Moglănești                                                      | Mugeni                                                          |                                                                 |                                                                 |                                                                 |                                                                 |                                                                 |
| Mujna                                                           |                                                                 |                                                                 |                                                                 |                                                                 |                                                                 |                                                                 |                                                                 |                                                                 |                                                                 |
| N ↑ A B C D E F G H I Î J K L M N O P Q R S Ș T Ț U V W X Y Z ↓ |                                                                 |                                                                 |                                                                 |                                                                 |                                                                 |                                                                 |                                                                 |                                                                 |                                                                 |
| Nădejdea                                                        | Nicoleni                                                        |                                                                 |                                                                 |                                                                 |                                                                 |                                                                 |                                                                 |                                                                 |                                                                 |
| O ↑ A B C D E F G H I Î J K L M N O P Q R S Ș T Ț U V W X Y Z ↓ |                                                                 |                                                                 |                                                                 |                                                                 |                                                                 |                                                                 |                                                                 |                                                                 |                                                                 |
| Ocland                                                          | Ocna de Jos                                                     | Ocna de Sus                                                     | Odorheiu Secuiesc                                               | Orășeni                                                         |                                                                 |                                                                 |                                                                 |                                                                 |                                                                 |
| Oțeni                                                           |                                                                 |                                                                 |                                                                 |                                                                 |                                                                 |                                                                 |                                                                 |                                                                 |                                                                 |
| P ↑ A B C D E F G H I Î J K L M N O P Q R S Ș T Ț U V W X Y Z ↓ |                                                                 |                                                                 |                                                                 |                                                                 |                                                                 |                                                                 |                                                                 |                                                                 |                                                                 |
| Păuleni                                                         | Păuleni-Ciuc                                                    | Petreni                                                         | Plăieșii de Jos                                                 | Plăieșii de Sus                                                 |                                                                 |                                                                 |                                                                 |                                                                 |                                                                 |
| Porumbenii Mari                                                 | Porumbenii Mici                                                 | Praid                                                           |                                                                 |                                                                 |                                                                 |                                                                 |                                                                 |                                                                 |                                                                 |
| R ↑ A B C D E F G H I Î J K L M N O P Q R S Ș T Ț U V W X Y Z ↓ |                                                                 |                                                                 |                                                                 |                                                                 |                                                                 |                                                                 |                                                                 |                                                                 |                                                                 |
| Racu                                                            | Rareș                                                           | Remetea                                                         | Rugănești                                                       |                                                                 |                                                                 |                                                                 |                                                                 |                                                                 |                                                                 |
| S ↑ A B C D E F G H I Î J K L M N O P Q R S Ș T Ț U V W X Y Z ↓ |                                                                 |                                                                 |                                                                 |                                                                 |                                                                 |                                                                 |                                                                 |                                                                 |                                                                 |
| Satu Mare                                                       | Satu Nou                                                        | Săcel                                                           | Sâncrăieni                                                      | Sândominic                                                      |                                                                 |                                                                 |                                                                 |                                                                 |                                                                 |
| Sânmartin                                                       | Sânpaul                                                         | Sânsimon                                                        | Sântimbru                                                       | Secuieni                                                        |                                                                 |                                                                 |                                                                 |                                                                 |                                                                 |
| Siculeni                                                        | Subcetate                                                       | Sub Cetate                                                      | Suseni                                                          |                                                                 |                                                                 |                                                                 |                                                                 |                                                                 |                                                                 |
| Ș ↑ A B C D E F G H I Î J K L M N O P Q R S Ș T Ț U V W X Y Z ↓ |                                                                 |                                                                 |                                                                 |                                                                 |                                                                 |                                                                 |                                                                 |                                                                 |                                                                 |
| Șiclod                                                          | Șimonești                                                       | Șoimeni                                                         | Șoimușu Mare                                                    | Șoimușu Mic                                                     |                                                                 |                                                                 |                                                                 |                                                                 |                                                                 |
| T ↑ A B C D E F G H I Î J K L M N O P Q R S Ș T Ț U V W X Y Z ↓ |                                                                 |                                                                 |                                                                 |                                                                 |                                                                 |                                                                 |                                                                 |                                                                 |                                                                 |
| Tăietura                                                        | Tărcești                                                        | Târnovița                                                       | Teleac                                                          | Tibod                                                           |                                                                 |                                                                 |                                                                 |                                                                 |                                                                 |
| Tomești                                                         | Toplița                                                         | Tulgheș                                                         | Turdeni                                                         | Tușnad                                                          |                                                                 |                                                                 |                                                                 |                                                                 |                                                                 |
| Tușnadu Nou                                                     |                                                                 |                                                                 |                                                                 |                                                                 |                                                                 |                                                                 |                                                                 |                                                                 |                                                                 |
| U ↑ A B C D E F G H I Î J K L M N O P Q R S Ș T Ț U V W X Y Z ↓ |                                                                 |                                                                 |                                                                 |                                                                 |                                                                 |                                                                 |                                                                 |                                                                 |                                                                 |
| Uilac                                                           | Ulcani                                                          | Ulieș                                                           |                                                                 |                                                                 |                                                                 |                                                                 |                                                                 |                                                                 |                                                                 |
| V ↑ A B C D E F G H I Î J K L M N O P Q R S Ș T Ț U V W X Y Z ↓ |                                                                 |                                                                 |                                                                 |                                                                 |                                                                 |                                                                 |                                                                 |                                                                 |                                                                 |
| Valea Strâmbă                                                   | Văcărești                                                       | Văleni                                                          | Vărșag                                                          | Vidacut                                                         |                                                                 |                                                                 |                                                                 |                                                                 |                                                                 |
| Vlăhița                                                         | Vrabia                                                          |                                                                 |                                                                 |                                                                 |                                                                 |                                                                 |                                                                 |                                                                 |                                                                 |
| Z ↑ A B C D E F G H I Î J K L M N O P Q R S Ș T Ț U V W X Y Z ↓ |                                                                 |                                                                 |                                                                 |                                                                 |                                                                 |                                                                 |                                                                 |                                                                 |                                                                 |
| Zetea                                                           |                                                                 |                                                                 |                                                                 |                                                                 |                                                                 |                                                                 |                                                                 |                                                                 |                                                                 |